# Leon Wojtkiewicz
Leon Wojtkiewicz ps. Wojta (ur. 31 grudnia 1909 w Wilnie, zm. w 1943 na terenie Niemiec) – polski lekkoatleta, który specjalizował się w wielobojach.
Jedenaście razy stawał na podium mistrzostw Polski seniorów zdobywając jeden złoty medal (rzut oszczepem – 1936), jeden srebrny (dziesięciobój – 1933) oraz aż dziewięć brązowych (rzut oszczepem – 1934; pięciobój – 1929, 1930, 1931, 1933 i 1934; dziesięciobój – 1930, 1931 i 1934). Reprezentował Polskę w meczu międzypaństwowym przeciwko Węgrom i Belgom w 1936 roku zajmując trzecią lokatę wśród oszczepników. Absolwent warszawskiego Centralnego Instytutu Wychowania Fizycznego w 1934 roku pracował jako instruktor wychowania fizycznego w Wilnie. Uczestnik kampanii wrześniowej. Wiosną 1942 został aresztowany w Wilnie i wywieziony na roboty przymusowe prawdopodobnie do Nadrenii. Prawdopodobnie zginął w 1943 roku, a w 1957 został uznany za zaginionego z datą 31 grudnia 1946 roku.
Rekord życiowy: dziesięciobój – 6902,59 pkt (24 września 1933, Warszawa); rzut oszczepem – 58,98 (19 października 1936, Wilno).